# ユニラボ
株式会社ユニラボ（英: unilabo Inc.）は、東京都品川区に本社を置き、B2B発注業者比較サイト「アイミツ」を企画・運営する日本のベンチャー企業。

## 概要
栗山規夫が、三菱商事株式会社、株式会社ディー・エヌ・エーの最年少執行役員を経て、2012年に創業し、2014年2月にBtoBの受発注プラットフォームである「アイミツ」の運営を開始した。
2020年11月に総額14.4億の大型エクイティファイナンスを実施。

## 沿革
- 2012年10月 - 株式会社ユニラボを設立
- 2013年7月 - アイミツの前身となる、ビジネス比較サイト「SMART FIND」をリリース
- 2014年2月 - ビジネス比較・発注サイト「アイミツ」をリリース
- 2014年2月 - 株式会社リブセンス（東証一部6054）と業務提携し、共同運営事業として「アイミツ」をリリース
- 2015年2月 - 業者探し情報のキュレーションメディア「imitsu（アイミツ）まとめ」をリリース[5]
- 2015年11月 - 本社を品川区西五反田に移転
- 2016年2月 - 本社を品川区東五反田に移転
- 2016年9月 - 依頼総額が300億円を突破[6]
- 2018年1月 - 発注依頼総額1,000億円、利用企業数50,000社を突破[7][8]
- 2018年10月 - 「アイミツアワード」の受賞企業を発表
- 2020年11月-　総額14.4億の大型エクイティファイナンスを実施[2][3]
- 2020年11月- 法人向け受発注システム（SaaS）アイミツCLOUDの立ち上げを発表[9]